# Chiesa di San Frediano (Borgo a Mozzano)
La chiesa di San Frediano è un edificio sacro che si trova in località Chifenti a Borgo a Mozzano.

## Storia e descrizione
Dell'originaria struttura medievale resta ben poco a causa di una radicale trasformazione di primo Ottocento, quando la chiesa fu ampliata (la parte terminale è infatti addossata al campanile e venne occupato parte dello spazio cimiteriale) e internamente resa a tre navate. Circa un secolo dopo provvidero alla sua decorazione i pittori locali Gino Fazzi (le figure nel catino absidale) e Pellegrino Lamberti, suo allievo; è forse in questa circostanza che la facciata viene intonacata.
Dell'arredo antico resta, nel presbiterio, un tabernacolo eucaristico a tempietto quattrocentesco in marmo, uscito dalla bottega dei Civitali, derivato da quello della Cattedrale di Lucca, riadattato per contenere gli olii Santi, il Gesù Crocifisso sull'altare e tre dipinti oggi collocati nell'abside: al centro è la tela con San Frediano, di un pittore lucchese del Cinquecento ancora non identificato, mentre ai lati sono due dipinti seicenteschi provenienti dagli altari nella navata, entrambi di Matteo Boselli, una Madonna del Rosario a destra e un Compianto sul Cristo morto a sinistra.